# Катастрофа (телесериал)
«Катастрофа» (англ. Catastrophe) — британский ситком, премьера которого состоялась 19 января 2015 года на канале Channel 4.

## В ролях

### Основной
- Шарон Хорган — Шэрон Моррис
- Роб Дилейни — Роб Норрис

### Периодический
- Эшли Дженсен — Фран
- Марк Боннар — Крис
- Кэрри Фишер — Миа
- Джонатан Форбс — Фергал
- Дэниел Лапейн — Дейв
- Тобайас Мензис — Доктор Харрис
- Сара Найлз — Мелисса
- Кай Александр — Джеффри Бисли

## Эпизоды
| № | Название    | Режиссёр   | Сценарист                  | Дата показа в Великобритания | Зрители Великобритания (миллионы) |
| - | ----------- | ---------- | -------------------------- | ---------------------------- | --------------------------------- |
| 1 | «Episode 1» | Бен Тэйлор | Роб Делейни и Шарон Хорган | 19 января 2015               | 1.10m                             |
| 2 | «Episode 2» | Бен Тэйлор | Роб Делейни и Шарон Хорган | 26 января 2015               | 1.17m                             |
| 3 | «Episode 3» | Бен Тэйлор | Роб Делейни и Шарон Хорган | 2 февраля 2015               | 1.17m                             |
| 4 | «Episode 4» | Бен Тэйлор | Роб Делейни и Шарон Хорган | 9 февраля 2015               | 0.90                              |
| 5 | «Episode 5» | Бен Тэйлор | Роб Делейни и Шарон Хорган | 16 февраля 2015              | 0.93                              |
| 6 | «Episode 6» | Бен Тэйлор | Роб Делейни и Шарон Хорган | 23 февраля 2015              | 0.93                              |